# Мукайру, Пол
Пол Омо Мукайру (англ. Paul Omo Mukairu; род. 18 января 2000, Абуджа) — нигерийский футболист, полузащитник клуба «Погонь».

## Клубная карьера
Мукайру— воспитанник Академии Харт и турецкого «Антальяспора». 18 августа 2019 года в матче против «Гёзтепе» он дебютировал в турецкой Суперлиге. 31 августа в поединке против «Коньяспора» Пол забил свой первый гол за «Антальяспор». В 2020 году Мукайру на правах аренды перешёл в бельгийский «Андерлехт». 1 ноября в матче против «Антверпена» он дебютировал в Жюпиле лиге. В этом же поединке Пол забил свой первый гол за «Андерлехт». По окончании аренды игрок вернулся в «Антальяспор». 
В начале 2022 года Мукайру перешёл в датский «Копенгаген», подписав контракт на 3 года. 20 февраля в матче против «Оденсе» он дебютировал в датской Суперлиге. В составе клуба игрок дважды выиграл чемпионат и завоевал Кубок Дании. 
16 августа 2023 года Мукайру был отдан в аренду в английский клуб «Рединг» из Лиги 1.

## Достижения
Клубные
 «Копенгаген»
- Победитель датской Суперлиги (2) — 2021/2022, 2022/2023
- Обладатель Кубка Дании — 2022/2023